# 2010-es feröeri labdarúgó-bajnokság (első osztály)
A 2010-es Meistaradeildin (szponzorált nevén Vodafonedeildin) a feröeri labdarúgó-bajnokság legmagasabb szintű versenyének 68. alkalommal megrendezett bajnoki éve volt. A pontvadászat 10 csapat részvételével 2010. március 3-án kezdődött és 2010. október 23-án ért véget. A pontvadászatot a címvédő a HB Tórshavn nyerte az ezüstérmes EB/Streymur és a bronzérmes NSÍ Runavík előtt. Ez volt a klub 21. bajnoki címe.
Az élvonaltól az újonc Suðuroy és az Argja BF együttese búcsúzott, helyüket a 07 Vestur és a KÍ Klaksvík foglalták el.
A gólkirályi címen az ezüstérmes EB/Streymur csatára, Arnbjørn Hansen, valamint a bronzérmes NSÍ Runavík támadója, Christian Høgni Jacobsen osztozott 22-22 góllal, míg az Év Játékosá-nak járó díjat a bajnokcsapat védője, Fróði Benjaminsen vehette át.

## A bajnokság rendszere
A bajnokság 10 csapat részvételével, a zord feröeri tél miatt tavaszi-őszi lebonyolításban zajlott. A csapatok körmérkőzéses rendszerben mérkőztek meg egymással úgy, hogy minden csapat minden csapattal három alkalommal játszott. Minden csapat legalább egyszer pályaválasztóként, egyszer pedig az ellenfele által választott helyszínen lépett pályára. A bajnokság harmadik, egyben utolsó körmérkőzéses szakaszában új sorsolást készítettek.
A pontvadászat végső sorrendjét a 27 bajnoki forduló mérkőzéseinek eredményei határozták meg a szerzett összpontszám alapján kialakított rangsor szerint. A mérkőzések győztes csapatai 3 pontot, döntetlen esetén mindkét csapat 1-1 pontot kapott. Vereség esetén nem járt pont.
Azonos összpontszám esetén a bajnokság sorrendjét az alábbi szempontok alapján határozták meg:
1. a bajnoki mérkőzések gólkülönbsége
2. a bajnoki mérkőzéseken szerzett gólok száma
3. a bajnoki mérkőzéseken „idegenben” szerzett gólok száma

A pontvadászat nyertese lett a 2010-es feröeri bajnok, a 9. és a 10. helyen végzett csapatok pedig kiestek a másodosztályba.

## Változások a 2009-es szezonhoz képest
Feljutott
- FC Suðuroy (2009-ig VB/Sumba)
- B71 Sandur

Kiesett
- KÍ Klaksvík
- 07 Vestur

## Részt vevő csapatok
| Csapat       | Székhely     | Stadion                   | Vezetőedző                                                        | 2009        |
| ------------ | ------------ | ------------------------- | ----------------------------------------------------------------- | ----------- |
| Argja BF     | Argir        | Argiri Stadion            | Allan Mørkøre (augusztusig) Sámal Erik Hentze (augusztustól)      | 6.          |
| B36 Tórshavn | Tórshavn     | Gundadalur Stadion        | Sigfríður Clementsen (augusztusig) Allan Mørkøre (augusztustól)   | 8.          |
| B68 Toftir   | Toftir       | Svangaskarð Stadion       | Bill McLeod Jacobsen                                              | 5.          |
| B71 Sandur   | Sandur       | Inni í Dal Stadion        | Piotr Krakowski                                                   | 2. (II. o.) |
| EB/Streymur  | Streymnes    | Við Margáir               | Heðin Askham                                                      | 2.          |
| FC Suðuroy   | Vágur        | Vesturi á Eiðinum Stadion | Jón Pauli Olsen                                                   | 1. (II. o.) |
| HB Tórshavn  | Tórshavn     | Gundadalur Stadion        | Kristján Guðmundsson (szeptemberig) Julian Hansen (szeptembertől) | 1.          |
| ÍF           | Fuglafjørður | Fløtugerði                | Jón Simonsen                                                      | 7.          |
| NSÍ          | Runavík      | Runavík Stadion           | Pauli Poulsen                                                     | 4.          |
| Víkingur     | Norðragøta   | Serpugerði Stadion        | Jógvan Martin Olsen                                               | 3.          |

## Végeredmény
| #   | Csapat            | M  | GY | D | V  | G+ – G– | GK  | P                                                     | Megjegyzések                                   |
| --- | ----------------- | -- | -- | - | -- | ------- | --- | ----------------------------------------------------- | ---------------------------------------------- |
| 1.  | HB TórshavnCV (B) | 27 | 16 | 6 | 5  | 49–32   | +17 | 54                                                    | 2011–2012-es Bajnokok Ligája – 1. selejtezőkör |
| 2.  | EB/Streymur (KGY) | 27 | 14 | 9 | 4  | 65–30   | +35 | 51                                                    | 2011–2012-es Európa-liga – 2. selejtezőkör1    |
| 3.  | NSÍ Runavík       | 27 | 14 | 6 | 7  | 60–33   | +27 | 48                                                    | 2011–2012-es Európa-liga – 1. selejtezőkör     |
| 4.  | ÍF Fuglafjørður   | 27 | 12 | 7 | 8  | 50–41   | +9  | 43                                                    | 2011–2012-es Európa-liga – 1. selejtezőkör     |
| 5.  | VíkingurK         | 27 | 12 | 7 | 8  | 44–35   | +9  | 43 \|rowspan="4" style="background-color: #fafafa;"\| |                                                |
| 6.  | B36 Tórshavn      | 27 | 11 | 7 | 9  | 44–36   | +8  | 40                                                    |                                                |
| 7.  | B68 Toftir        | 27 | 8  | 7 | 12 | 42–47   | −5  | 31                                                    |                                                |
| 8.  | B71 SandurÚ       | 27 | 5  | 8 | 14 | 24–65   | −41 | 23                                                    |                                                |
| 9.  | SuðuroyÚ (K)      | 27 | 5  | 7 | 15 | 33–54   | −21 | 22                                                    | 1. deild                                       |
| 10. | Argja BF (K)      | 27 | 2  | 8 | 17 | 27–65   | −38 | 14                                                    | 1. deild                                       |

Forrás: football.fo (feröeriül) 
A rangsorolás alapszabályai: 1. összpontszám, 2. egymás elleni eredmények összpontszáma, 3. gólkülönbség, 4. szerzett gólok száma.
1Az EB/Streymur nyerte a 2010-es feröeri kupát, így a 2011–2012-es Európa-liga 2. selejtezőkörében indult.
(B): Bajnokcsapat, (K): Kieső csapat, (F): Feljutó csapat, (I): Kupainduló, (R): A rájátszás győztese, (KGY): Kupagyőztes

## Eredmények

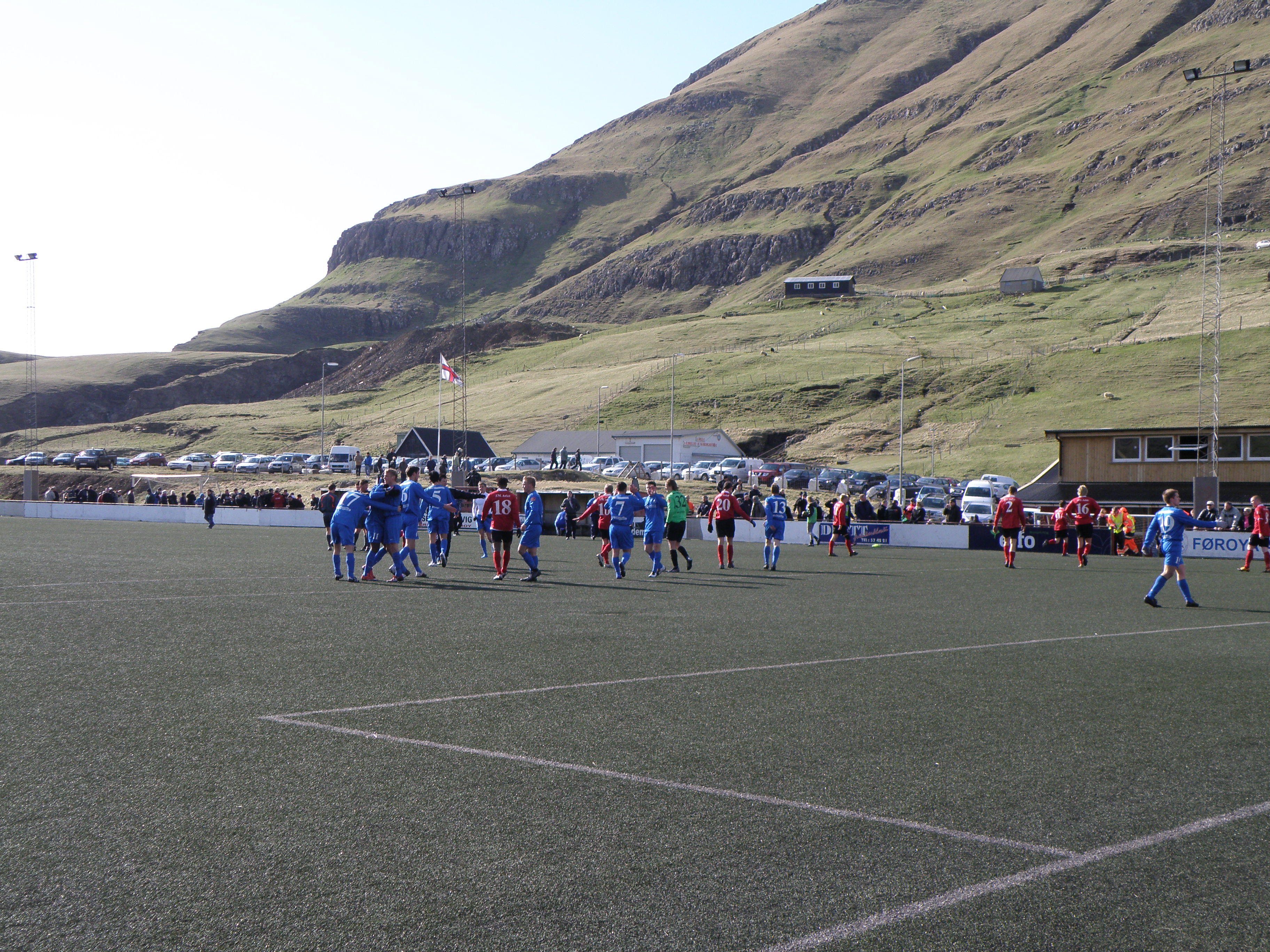
FC Suðuroy – B68 Toftir mérkőzés 2010. április 18-án

### Az 1–18. forduló eredményei
| Hazai \ Vendég1 | AB  | B36 | B68 | B71 | EBS | HB  | ÍFF | NSÍ | SUÐ | VÍK |
| Argja Bóltfelag |     | 2–2 | 1–2 | 3–3 | 1–2 | 1–1 | 0–2 | 0–0 | 1–0 | 1–1 |
| B36 Tórshavn    | 1–0 |     | 3–1 | 1–1 | 1–1 | 1–0 | 1–1 | 1–5 | 1–0 | 1–2 |
| B68 Toftir      | 1–1 | 1–0 |     | 5–0 | 1–1 | 2–2 | 1–0 | 0–3 | 1–1 | 5–3 |
| B71 Sandur      | 1–0 | 0–3 | 1–0 |     | 2–3 | 0–1 | 0–2 | 1–6 | 3–1 | 0–0 |
| EB/Streymur     | 2–1 | 1–2 | 3–0 | 8–0 |     | 0–1 | 3–0 | 1–1 | 2–0 | 2–2 |
| HB Tórshavn     | 2–1 | 2–2 | 4–3 | 1–2 | 5–2 |     | 2–0 | 2–1 | 4–4 | 2–0 |
| ÍF Fuglafjørður | 4–4 | 0–5 | 4–2 | 1–1 | 1–1 | 2–1 |     | 3–5 | 2–0 | 0–1 |
| NSÍ Runavík     | 3–0 | 4–2 | 2–1 | 2–0 | 2–1 | 2–0 | 1–2 |     | 2–1 | 0–2 |
| Suðuroy         | 3–3 | 1–1 | 3–1 | 2–1 | 0–1 | 0–3 | 0–3 | 1–1 |     | 1–3 |
| Víkingur        | 5–3 | 1–0 | 0–0 | 0–0 | 2–2 | 0–0 | 1–3 | 2–3 | 4–1 |     |

Forrás: football.fo (feröeriül) 
1A hazai csapatok a bal oldali oszlopban szerepelnek.
Színek: Zöld = hazai győzelem; Sárga = döntetlen; Piros = vendéggyőzelem.
 

### A 19–27. forduló eredményei
| Hazai \ Vendég1 | AB  | B36 | B68 | B71 | EBS | HB  | ÍFF | NSÍ | SUÐ | VÍK |
| Argja Bóltfelag |     | 0–5 |     | 0–4 |     |     | 1–4 |     | 1–0 |     |
| B36 Tórshavn    |     |     | 3–1 |     |     |     | 1–0 | 2–1 |     |     |
| B68 Toftir      | 3–0 |     |     | 1–1 |     |     | 3–3 | 3–2 |     | 2–0 |
| B71 Sandur      |     | 0–0 |     |     | 0–4 | 0–2 |     |     | 2–2 |     |
| EB/Streymur     | 6–0 | 4–1 | 3–1 |     |     | 1–1 |     |     | 5–2 |     |
| HB Tórshavn     | 3–0 | 2–1 | 1–0 |     |     |     |     | 3–2 | 1–4 |     |
| ÍF Fuglafjørður |     |     |     | 3–0 | 3–3 | 1–2 |     |     | 3–1 |     |
| NSÍ Runavík     | 2–1 |     |     | 9–1 | 0–0 |     | 0–0 |     |     | 0–1 |
| Suðuroy         |     | 2–1 | 2–1 |     |     |     |     | 1–1 |     | 0–2 |
| Víkingur        | 3–1 | 1–0 |     | 5–0 | 0–3 | 0–1 | 1–3 |     |     |     |

Forrás: football.fo (feröeriül) 
1A hazai csapatok a bal oldali oszlopban szerepelnek.
Színek: Zöld = hazai győzelem; Sárga = döntetlen; Piros = vendéggyőzelem.
 

## A góllövőlista élmezőnye
Forrás: soccerandequipment.com
22 gólos
- Arnbjørn Hansen (EB/Streymur)
- Christian Høgni Jacobsen (NSÍ Runavík)

13 gólos
- Fróði Benjaminsen (HB Tórshavn)

11 gólos
- Øssur Dalbúð (ÍF Fuglafjørður)
- Klæmint Olsen (NSÍ Runavík)

10 gólos
- Pól Jóhannus Justinussen (B68 Toftir)
- Jón Krosslá Poulsen (FC Suðuroy)
- Sølvi Vatnhamar (Víkingur Gøta)

8 gólos
- Daniel Udsen (EB/Streymur)
- Hans Pauli Samuelsen (EB/Streymur)
- Rógvi Poulsen (HB Tórshavn)
- Nenad Sarić (ÍF Fuglafjørður)

## Magyar légiósok
Három magyar játékos szerepelt a bajnokságban:
- Gángó András (NSÍ Runavík, 27/0)
- Potemkin Károly (NSÍ Runavík, 9/1)
- Turi Géza (Víkingur Gøta, 27/0)[7]

Megjegyzés: zárójelben a labdarúgó klubja, bajnoki mérkőzéseinek, illetve góljainak száma olvasható.

## Európaikupa-szereplés

### Eredmények
| Csapat        | Kupa            | Forduló         | Ellenfél          | 1. mérk. | 2. mérk. | Össz. |
| ------------- | --------------- | --------------- | ----------------- | -------- | -------- | ----- |
| HB Tórshavn   | Bajnokok Ligája | 2. selejtezőkör | Red Bull Salzburg | 0–5      | 1–0      | 1–5   |
| Víkingur Gøta | Európa-liga     | 2. selejtezőkör | Beşiktaş JK       | 0–3      | 0–4      | 0–7   |
| EB/Streymur   | Európa-liga     | 1. selejtezőkör | Kalmar FF         | 0–1      | 0–3      | 0–4   |
| NSÍ Runavík   | Európa-liga     | 1. selejtezőkör | Gefle             | 0–2      | 1–2      | 1–4   |

Megjegyzés: Az eredmények minden esetben a feröeri labdarúgócsapatok szemszögéből értendőek, a dőlttel írt mérkőzéseket pályaválasztóként játszották.

### UEFA-együttható
A nemzeti labdarúgó-bajnokságok UEFA-együtthatóját a feröeri csapatok Bajnokok Ligája-, és Európa-liga-eredményeiből számítják ki. Feröer a 2010–11-es bajnoki évben 0,250 pontot szerzett, ezzel az 50. helyen zárt.
| Csapat        | SGY | SD | SV | GY | D | V | Bónusz | Pont  | Átlag |
| ------------- | --- | -- | -- | -- | - | - | ------ | ----- | ----- |
| HB Tórshavn   | 1   | 0  | 1  | 0  | 0 | 0 | 0,000  | 1,000 |       |
| Víkingur Gøta | 0   | 0  | 2  | 0  | 0 | 0 | 0,000  | 0,000 |       |
| EB/Streymur   | 0   | 0  | 2  | 0  | 0 | 0 | 0,000  | 0,000 |       |
| NSÍ Runavík   | 0   | 0  | 2  | 0  | 0 | 0 | 0,000  | 0,000 |       |
| Összesen      | 1   | 0  | 7  | 0  | 0 | 0 | 0,000  | 1,000 | 0,250 |